# Pellaea dura
Pellaea dura är en kantbräkenväxtart som först beskrevs av Carl Ludwig Willdenow, och fick sitt nu gällande namn av Bak. Pellaea dura ingår i släktet Pellaea och familjen Pteridaceae.

## Underarter
Arten delas in i följande underarter:
- P. d. holstii
- P. d. latipinna
- P. d. schweinfurthii